# Chumash
Los chumash son un pueblo amerindio, que históricamente habitó en las regiones costeras del centro y sur de California, en lo que ahora es Santa Bárbara, San Luis Obispo, Ventura y Los Ángeles, desde Morro Bay en el norte, hasta Malibú en el sur. También ocupaban tres de las Islas del Canal: Santa Cruz, Santa Rosa y San Miguel. Actualmente más de 4000 chumash viven en la Reserva de Santa Ynez.

## Historia

### Época precolombina

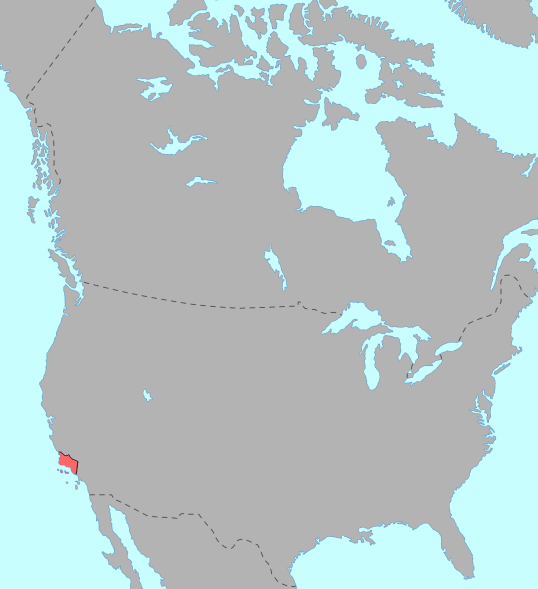
Territorio chumash

La investigación arqueológica demuestra que los chumash tienen raíces muy antiguas en el área del Canal de Santa Bárbara y han poblado la costa sur de California desde hace milenios. El pueblo chumash arribó en un período muy temprano en la prehistoria de California, con algunos asentamientos que datan de al menos 10 000 años antes del presente. El sitio de Millingstone, que ha sido fechado entre 7000 a. C. y 4500 a. C., evidencia un sistema de subsistencia centrado en el tratamiento de semillas con metates y con las manos. Se encontraron allí objetos de hueso de dos puntas y cordel para pescar y collares de conchas de caracol marino Olivella biplicata.
Algunos investigadores creen que los chumash pueden haber sido visitados por polinesios entre los años 400 y 800, aunque esta hipótesis es rechazada por la mayoría de los arqueólogos que trabajan con la cultura chumash.
Las estimaciones para las población chumash anterior al contacto con los europeos, han variado. Alfred L. Kroeber pensaba que la población en 1770 de los chumash podrían haber sido cerca de 10 000. Alan K. Brown llegó a la conclusión de que la población no fue a más de 15 000. Sherburne F. Cook en varias ocasiones estimó el número de aborígenes chumash como 8000, 13 650, 20 400 y 18 500.

### Colonia española
Gente chumash se encontró por primera vez con europeos en el otoño de 1542, cuando dos buques españoles, que navegaban bajo el comando del español Juan Rodríguez Cabrillo, llegaron la costa. Cabrillo murió y fue enterrado en la isla de San Miguel, pero sus hombres llevaron un diario que contenía un censo, con nombres, de la población de muchas aldeas chumash, como Mikiw. España reclamó lo que hoy es California, desde ese momento, pero los españoles no regresaron hasta 1769, cuando los primeros soldados españoles y los misioneros llegaron con el doble propósito de cristianizar a los nativos americanos y facilitar la colonización. A finales de 1770, misiones y cuarteles militares habían sido establecidos en San Diego, al sur de las tierras chumash y Monterrey, al norte.
Los chumash se trasladaron de sus aldeas a las misiones franciscanas, entre 1772 y 1817. La misión de San Luis Obispo, establecida en 1772, fue la primera en tierras de habla chumash, así como la más septentrional construida en esas tierras. Luego fue establecida, en 1782, la Misión de San Buenaventura en la costa del Pacífico, cerca de la desembocadura del río Santa Clara. La Misión de Santa Bárbara, también en la costa, y frente a las Islas del Canal, se estableció en 1786. La misión de la Inmaculada Concepción fue fundada en 1789, en medio de la ruta hacia el interior desde el norte de Santa Bárbara hasta San Luis Obispo.
La última misión franciscana que se construyó en territorio indígena chumash, fue la de Santa Inés (o Santa Ynez), fundada en 1804 sobre el río Santa Ynez, con una población inicial procedente de las misiones de La Inmaculada y Santa Bárbara. Al sureste, la Misión de San Fernando, fundada en 1798 en territorio de los indígenas tongva, también albergó un gran número de chumash, del valle medio del río Santa Clara. Si bien la mayoría de los chumash se unió a una misión u otra entre 1772 y 1806, una parte importante de los habitantes nativos de las Islas del Canal no se trasladó a las misiones del continente, sino hasta 1816.

### México
En 1824 los chumash de las misiones de Santa Bárbara, Santa Inés y La Inmaculada se rebelaron contra los soldados mexicanos, una parte de ellos huyeron y se refugiaron entre los yokut. Los misioneros persuadieron a la mayoría para que regresara, aunque algunos no regresaron y vivían en Walker Pass al este del actual condado de Kern, en 1833. En 1834 el gobierno mexicano secularizó las misiones y las convirtió en pueblos y los chumash recibieron la ciudadanía mexicana. Administradores civiles sometieron a servidumbre a los indígenas y aunque algunos recibieron parcelas familiares en 1840, terminaron perdiéndolas y se convirtieron en fuerza de trabajo al servicio de las haciendas. En 1844 fueron diezmados por una epidemia, una de las varias de viruela y  gripa que devastaron las comunidades chumash.

### Estados Unidos
Con la llegada de los angloamericanos en 1847 la situación de los chumash continuó deteriorándose, reducidos a la condición de mano de obra barata. En 1855 se creó la pequeña Reserva "Zanja de Cota" cerca de la antigua misión de Santa Inés, con apenas 120 acres, que luego se redujeron a sólo 75 acres, la más pequeña reserva indígena de California.
Los Chumash de Santa Ynez son una comunidad indígena reconocida federalmente y que posee un casino en la Reserva. Además, los chumash de la franja costera y del Barbareño (grupo ventureño) están tratando de obtener el reconocimiento federal. Otros grupos chumash incluyen al Consejo Tribal Chumash del Norte, de los descendientes chumash de la zona de San Luis Obispo, y el Consejo Barbareño Chumash, de la gran área de Santa Bárbara.

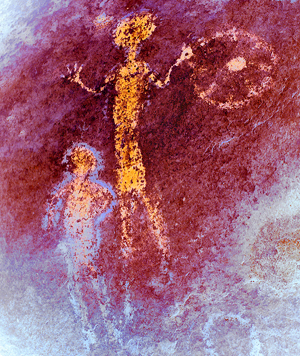
Arte rupestre chumash

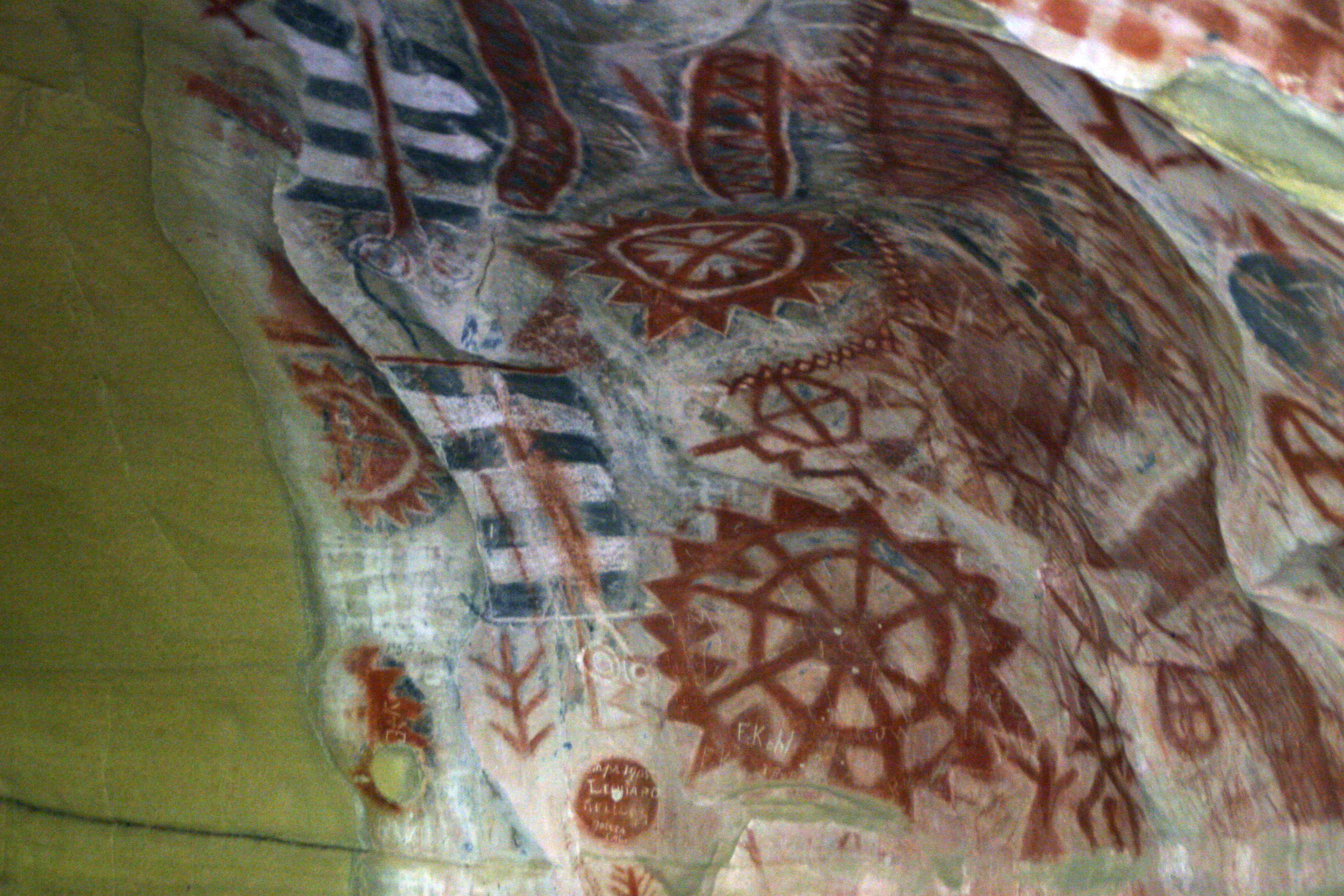
Vista de la pintura conocida como "camino del cielo"

## Cultura
Los Chumash eran cazadores-recolectores y se especializaban en la pesca. Se trata de uno de los pocos pueblos del Nuevo Mundo que habitualmente navegaba el océano (otro fue el tongva). Construían los botes de madera llamados tomol, especie de canoas de 2,5 a 9 m de longitud, que facilitaban la pesca, el transporte, el intercambio de bienes e incluso podrían ser utilizados para la caza de ballenas. 
Restos de la cultura chumash, incluyendo variadas pinturas rupestres, que representan la cosmología chumash, pueden apreciarse en el Parque Histórico Estatal de la Cueva Pintada Chumash. En 2007, el paleontólogo Rex Saint-Onge, observó arboriglifos que representan una criatura de seis patas con un tocado como una corona y dos esferas e identificó la talla de tres pies (≈1 m) como de origen chumash; luego, otros estudios han llevado a Saint-Onge a creer que se trata de parte de un calendario Chumash.
Los antropólogos han investigado la cestería como ejemplo de principal de la artesanía chumash y dos finas colecciones se encuentran en la Instituto Smithsoniano, en Washington D.C. y en el Museo del Hombre, en París. El Museo de Historia Natural de Santa Bárbara posee la mayor colección de cestas chumash.
Los chumash de las Islas del Canal estaban en el centro de una red de comercio regional intensa. Collares de conchas fabricados en las Islas del Canal se utilizaban como una forma de moneda entre los chumash. Los collares de concha fueron traspasados a los pueblos vecinos y se los ha encontrado a lo largo de la Alta California. Millones de cuentas de concha fueron fabricados y comercializados desde la isla Santa Cruz. Se ha sugerido que el control exclusivo de las canteras de piedra utilizada para la fabricación de los perforadores requeridos en la producción de cuentas, puede haber jugado un papel en el desarrollo de la complejidad social en la sociedad chumash.

## Idioma
Hablaban las lenguas chumash, como el barbareño, el ineseño, el obispeño y el ventureño. En 1965 murió Mary Yee, última hablante del barbareño. Actualmente varias familias chumash están trabajando para revitalizar la lengua propia.